# 1961 en dadaïsme et surréalisme
Pour l'année, voir 1961.
 Chronologie de dada et du surréalisme 
- 1957
- 1958
- 1959
- 1960
- 1961
- 1962
- 1963
- 1964
- 1965

Cet article présente les faits marquants de l'année 1961 en dadaïsme et surréalisme.

## Éphémérides

### Mars
- André Breton, Le La, avec une lithographie de Jean Benoît, chez Pierre André Benoît à Alès (Gard)[1].

### Mai
- 24 mai
À Paris, au Théâtre du Ranelagh, débute une semaine consacrée au cinéma surréaliste organisée par Robert Benayoun[2].

- André Breton, José Pierre et Tristan Sauvage organisent une exposition internationale à la galerie Schwarz à Milan où les participants sont des nouveaux venus comme Jean Benoit, Yves Laloy ou Mimi Parent[3].

### Octobre
- Parution du premier numéro de la revue La Brèche, comité de direction : André Breton, comité de rédaction : Robert Benayoun, Gérard Legrand et José Pierre, éditions du Terrain Vague[4].

### Novembre
- 2 novembre
Dans le journal Combat-Art, André Breton reproche à Picasso de se montrer « trop tolérant » vis-à-vis du stalinisme : « Le cœur ferait-il défaut ? »[5]

### Cette année-là
- À Milan, exposition internationale du Surréalisme à la Galerie Schwarz[6].

### Œuvres
- Enrico Baj
  - Il Generale, huile sur toile[7]
- André Breton
  - Le La[8]
- Luis Buñuel
  - Nu féminin de dos avec talons aiguilles, fusain, crayon rouge, rehauts de gouache blanche sur papier contrecollé sur carton[9]
  - Viridiana, film[10]
- Guy Cabanel
  - Maliduse, poèmes : « Démolissez le mur, rencontres étoilées, sur un angle peuplé, pas d'orchidées. L'intuition dévoile le sens des arabesques, étincelle au front. Suivez les mouches dans les reculs noirs ; sur le trajet le vert des prés. »[11]
- Alexander Calder
  - Horizontal avec pendants, mobile[12]
- Augustin Cárdenas
  - Petite porte, chêne brûlé et support en pierre[13]

- Jean Degottex
  - Aware II, huile sur toile
- Leonor Fini

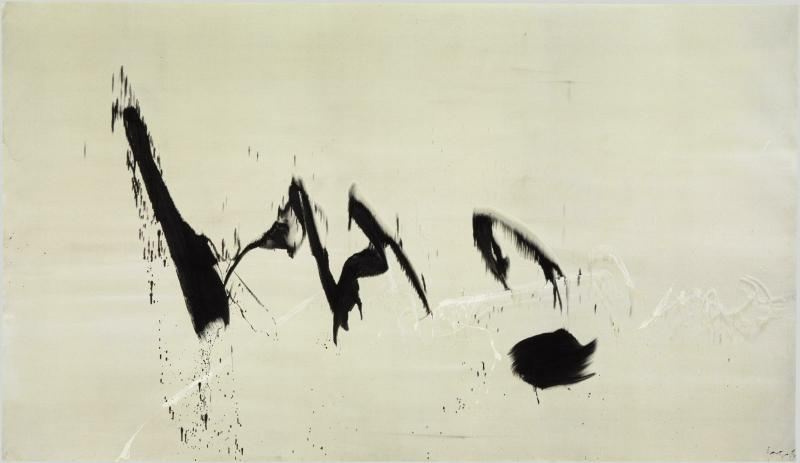
Jean Degottex, Aware II

  - L'Homme entre deux âges et ses deux maîtresses, aquarelle et encre sur papier[14]
- Roland Giguère
  - Le Sceau du secret, huile sur toile[15]
- Alberto Gironella
  - La Reine Mariana, peinture-objet[16]
- Ghérasim Luca
  - L'Extrême-Occidentale, poèmes, avec une gravure de Wifredo Lam[17]
- René Magritte
  - La Folie des grandeurs, huile sur toile[18]
  - La Poitrine, huile sur toile[19]
  - Le Prêtre marié, huile sur toile[20]
- Joan Miró
  - Bleu III, huile sur toile[21]
- Jean-Claude Silbermann
  - La Voyante, huile sur toile[22]
- Toyen
  - Minuit l'heure blasonnée, huile sur toile[23]
- Roger Van de Wouwer
  - La Haire de Tartuffe, huile sur toile[24]
- Isabelle Waldberg
  - Babylone, bronze[25]